# Авиаудары по Пальмире (2024)
20 ноября 2024 года ВВС Израиля нанесли авиаудары по жилым зданиям и промышленной зоне в Пальмире. По данным Сирийского центра мониторинга за соблюдением прав человека, в результате ударов погибло не менее 108 человек, в том числе 73 поддерживаемых Ираном сирийских ополченца и 29 иностранных поддерживаемых Ираном ополченцев, в основном членов иракской группировки «Харакат Ан-Нуджаба», а также 15 боевиков «Хезболлы». В результате ударов также получили ранения более 50 человек.

## Предыстория
С начала гражданской войны в Сирии в 2011 году Израиль провел сотни авиаударов в Сирии, нацеленных на Сирийскую арабскую армию и на поддерживаемые Ираном группировки в стране. С начала войны в Газе Израиль увеличил количество авиаударов по Сирии, поскольку его военные действия с Хезболлой усилились.

## Авиаудары
Министерство обороны Сирии сообщило, что авиаудары, которые произошли в 13:30 20 ноября 2024 года, были нанесены со стороны военной базы США в Эт-Танфе и нанесли «значительный материальный ущерб». Сирийский центр мониторинга за соблюдением прав человека также сообщил, что удары были нанесены по «складу оружия вблизи промышленной зоны» в Пальмире. Заместитель специального посланника ООН в Сирии сообщил Совету Безопасности ООН, что эта атака была «вероятно самым смертоносным израильским ударом в Сирии на сегодняшний день».
Сирийские государственные СМИ первоначально сообщили, что в результате атак погибли 36 человек и были ранены по меньшей мере 50 человек. Однако  Сирийский центр мониторинга за соблюдением прав человека сообщила, что в результате авиаударов погибло более 108 человек. Среди погибших 73 поддерживаемых Ираном сирийских ополченца, в том числе 11 офицеров, работающих на Хезболлу в Ливане, и 29 поддерживаемых Ираном несирийских ополченцев, в основном иракские бойцы Харакат Ан-Нуджаба. Армия обороны Израиля отказалась комментировать авиаудары.